# Tephrina scotosiaria
Tephrina scotosiaria är en fjärilsart som beskrevs av Walker 1869. Tephrina scotosiaria ingår i släktet Tephrina och familjen mätare. Inga underarter finns listade i Catalogue of Life.